# 小礼服
小礼服（：／）是传统朝鲜服中的一种圆领袍制式，最早起源于朝鲜王朝末期。1876年，随着江華島條約的签订，朝鲜开港并开始学习西方的服饰体系。当时的西洋服饰大致可以分为礼服和常服，而礼服视乎着用场合也可以分为大礼服和小礼服。于是在乙未衣制改革中首次参照西服确立了朝鲜式的小礼服，由黑盤領窄袖袍、紗帽、束帶、靴子构成。
“小礼服”一词最早出现于1895年，此前于1894年则被称为“通常礼服”（／）。该服在级别上次于大礼服，其在外观上最大的特点在于其没有胸背，使用场合则与西式的燕尾服相若。